# Écharcon
Écharcon (prononcé [eʃaʁkɔ̃] ) est une commune française située dans le département de l'Essonne en région Île-de-France.
Ses habitants sont appelés les Écharconnais.

## Géographie

### Situation

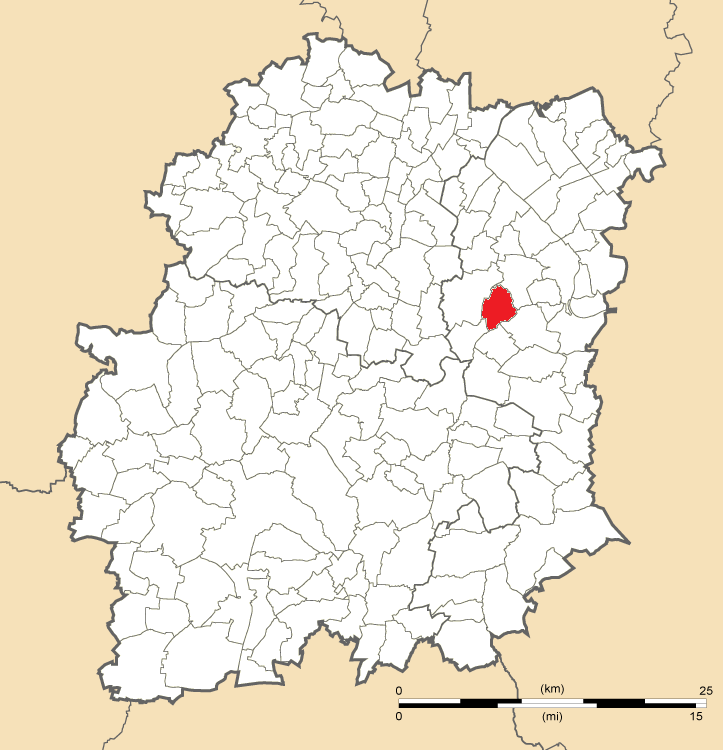
Position d’Écharcon en Essonne.

Écharcon est située à trente-deux kilomètres au sud-est de Paris-Notre-Dame, point zéro des routes de France, sept kilomètres au sud-ouest d'Évry, sept kilomètres au sud-ouest de Corbeil-Essonnes, onze kilomètres au nord-est de La Ferté-Alais, douze kilomètres à l'est d'Arpajon, douze kilomètres au sud-est de Montlhéry, vingt kilomètres au nord-ouest de Milly-la-Forêt, vingt kilomètres au sud-est de Palaiseau, vingt-quatre kilomètres au nord-est d'Étampes, vingt-neuf kilomètres au nord-est de Dourdan.

### Communes limitrophes
| Vert-le-Grand |                     | Lisses  |
|               | Écharcon            |         |
| Vert-le-Petit | Fontenay-le-Vicomte | Mennecy |

### Hydrographie, relief et géologie
La rivière l'Essonne et ses marais délimitent au sud-est le territoire de la commune sur 1,526 km.

### Voies de communication et transports
Malgré l'absence d'une gare, Écharcon possède des trajets de bus réguliers, aussi bien scolaires que départementaux.
- les lignes 4308 et 4334 du réseau de bus Essonne Sud Est desservent la commune, la 4334 est une extension de la ligne 304 du réseau de bus Évry Centre Essonne assurant la liaison entre le centre commercial Villabé A6 et la gare de Corbeil-Essonnes, permet aux habitants d'Écharcon, notamment aux lycéens, de rejoindre Corbeil-Essonnes et son lycée Robert-Doisneau. Cette ligne ne fonctionne que le matin (un aller vers Corbeil-Essonnes) et le soir (deux retours) aux horaires scolaires.

### Climat
Pour des articles plus généraux, voir Climat de l'Île-de-France et Climat de l'Essonne.
En 2010, le climat de la commune est de type climat océanique dégradé des plaines du Centre et du Nord, selon une étude du CNRS s'appuyant sur une série de données couvrant la période 1971-2000. En 2020, Météo-France publie une typologie des climats de la France métropolitaine dans laquelle la commune est exposée à un climat océanique altéré et est dans la région climatique Sud-ouest du bassin Parisien, caractérisée par une faible pluviométrie, notamment au printemps (120 à 150 mm) et un hiver froid (3,5 °C). 
Pour la période 1971-2000, la température annuelle moyenne est de 11,4 °C, avec une amplitude thermique annuelle de 15,4 °C. Le cumul annuel moyen de précipitations est de 665 mm, avec 10,6 jours de précipitations en janvier et 7,5 jours en juillet. Pour la période 1991-2020, la température moyenne annuelle observée sur la station météorologique la plus proche, située sur la commune de Brétigny-sur-Orge à 9 km à vol d'oiseau, est de 11,9 °C et le cumul annuel moyen de précipitations est de 628,9 mm,. Pour l'avenir, les paramètres climatiques de la commune estimés pour 2050 selon différents scénarios d'émission de gaz à effet de serre sont consultables sur un site dédié publié par Météo-France en novembre 2022.

## Urbanisme

### Typologie
Au 1er janvier 2024, Écharcon est catégorisée bourg rural, selon la nouvelle grille communale de densité à sept niveaux définie par l'Insee en 2022.
Elle appartient à l'unité urbaine de Paris, une agglomération inter-départementale regroupant 407  communes, dont elle est une commune de la banlieue,,. Par ailleurs la commune fait partie de l'aire d'attraction de Paris, dont elle est une commune de la couronne,. Cette aire regroupe 1 929 communes,.

### Occupation des sols simplifiée
Le territoire de la commune se compose en 2017 de 90,21 % d'espaces agricoles, forestiers et naturels, 2,56  % d'espaces ouverts artificialisés et 7,23 % d'espaces construits artificialisés

### Lieux-dits et écarts
La commune compte 31 lieux-dits administratifs répertoriés consultables ici

## Toponymie
L'origine du nom de la commune est peu connue, le lieu était appelé Escirco, Escerco, Scarconium, Eschercum Escharconium au XIIIe siècle, Ezcharcon en 1453, Escharcon en 1694 et Echarcon en 1716.
La commune fut créée en 1793 avec son nom actuel, le Bulletin des lois de 1801 introduisit l'orthographe Echarçon.

## Politique et administration

### Politique locale
La commune d'Écharcon est rattachée au canton de Corbeil-Essonnes, à l'arrondissement d'Évry et à la deuxième circonscription de l'Essonne.
La commune d'Écharcon est enregistrée au répertoire des entreprises sous le code SIREN 219 102 043. Son activité est enregistrée sous le code APE 8411Z.

### Tendances et résultats politiques
Élections présidentielles, résultats des deuxièmes tours :
- Élection présidentielle de 2002 : 84,69 % pour Jacques Chirac (RPR), 15,31 % pour Jean-Marie Le Pen (FN), 83,43 % de participation[32].
- Élection présidentielle de 2007 : 55,84 % pour Nicolas Sarkozy (UMP), 44,16 % pour Ségolène Royal (PS), 88,10 % de participation[33].
- Élection présidentielle de 2012 : 53,25 % pour Nicolas Sarkozy (UMP), 46,75 % pour François Hollande (PS), 82,47 % de participation[34].

Élections législatives, résultats des deuxièmes tours :
- Élections législatives de 2002 : 57,84 % pour Franck Marlin (UMP), 42,16 % pour Gérard Lefranc (PCF), 61,67 % de participation[35].
- Élections législatives de 2007 : 45,74 % pour Franck Marlin (UMP) élu au premier tour, 22,44 % pour Marie-Agnès Labarre (PS), 65,81 % de participation[36].
- Élections législatives de 2012 : 51,27 % pour Béatrice Pèrié (PS), 48,73 % pour Franck Marlin (UMP), 53,11 % de participation[37].

Élections européennes, résultats des deux meilleurs scores :
- Élections européennes de 2004 : 26,61 % pour Harlem Désir (PS), 13,30 % pour Patrick Gaubert (UMP), 41,89 % de participation[38].
- Élections européennes de 2009 : 29,20 % pour Michel Barnier (UMP), 20,80 % pour Daniel Cohn-Bendit (Les Verts), 43,20 % de participation[39].
- Élections européennes de 2014 : 23,68 % pour Aymeric Chauprade (FN), 21,05 % pour Alain Lamassoure (UMP), 41,92 % de participation[40].

Élections régionales, résultats des deux meilleurs scores :
- Élections régionales de 2004 : 47,92 % pour Jean-Paul Huchon (PS), 38,39 % pour Jean-François Copé (UMP), 65,91 % de participation[41].
- Élections régionales de 2010 : 52,92 % pour Jean-Paul Huchon (PS), 47,08 % pour Valérie Pécresse (UMP), 47,57 % de participation[42].
- Élections régionales de 2015 : 42,72 % pour Valérie Pécresse (LR), 34,81 % pour Claude Bartolone (PS), 51,62 % de participation[43].

Élections cantonales, résultats des deuxièmes tours :
- Élections cantonales de 2001 : données manquantes.
- Élections cantonales de 2008 : 50,39 % pour Christian Richomme (PS), 49,61 % pour Patrick Imbert (UMP), 46,67 % de participation[44].
- Élections départementales de 2015 : 61,22 % pour Jean-Pierre Bechter et Caroline Varin (LR), 38,78 % pour Gabriel Caillet et Sophie Legoff (FN), 46,63 % de participation[45].

Élections municipales, résultats des deuxièmes tours :
- Élections municipales de 2001 : données manquantes.
- Élections municipales de 2008 : 271 voix pour Hubert Dagoret (?), 269 voix pour Alain Soudry (?) et Jean-Luc Vion (?), 65,67 % de participation[46].

Référendums :
- Référendum de 2000 relatif au quinquennat présidentiel : 70,59 % pour le Oui, 29,41 % pour le Non, 33,26 % de participation[47].
- Référendum de 2005 relatif au traité établissant une Constitution pour l'Europe : 53,16 % pour le Non, 46,84 % pour le Oui, 72,12 % de participation[48].

## Population et société

### Démographie

#### Évolution démographique
L'évolution du nombre d'habitants est connue à travers les recensements de la population effectués dans la commune depuis 1793. Pour les communes de moins de 10 000 habitants, une enquête de recensement portant sur toute la population est réalisée tous les cinq ans, les populations de référence des années intermédiaires étant quant à elles estimées par interpolation ou extrapolation. Pour la commune, le premier recensement exhaustif entrant dans le cadre du nouveau dispositif a été réalisé en 2006.

En 2022, la commune comptait 720 habitants, en évolution de −8,98 % par rapport à 2016 (Essonne : +2,89 %, France hors Mayotte : +2,11 %).
| 1793 | 1800 | 1806 | 1821 | 1831 | 1836 | 1841 | 1846 | 1851 |
| ---- | ---- | ---- | ---- | ---- | ---- | ---- | ---- | ---- |
| 264  | 299  | 276  | 282  | 363  | 376  | 375  | 345  | 450  |

| 1856 | 1861 | 1866 | 1872 | 1876 | 1881 | 1886 | 1891 | 1896 |
| ---- | ---- | ---- | ---- | ---- | ---- | ---- | ---- | ---- |
| 405  | 382  | 337  | 350  | 400  | 394  | 306  | 316  | 313  |

| 1901 | 1906 | 1911 | 1921 | 1926 | 1931 | 1936 | 1946 | 1954 |
| ---- | ---- | ---- | ---- | ---- | ---- | ---- | ---- | ---- |
| 291  | 319  | 320  | 328  | 352  | 333  | 253  | 267  | 295  |

| 1962 | 1968 | 1975 | 1982 | 1990 | 1999 | 2006 | 2011 | 2016 |
| ---- | ---- | ---- | ---- | ---- | ---- | ---- | ---- | ---- |
| 331  | 323  | 338  | 395  | 564  | 575  | 706  | 807  | 791  |

| 2021 | 2022 | - | - | - | - | - | - | - |
| ---- | ---- | - | - | - | - | - | - | - |
| 744  | 720  | - | - | - | - | - | - | - |

#### Pyramide des âges
En 2018, le taux de personnes d'un âge inférieur à 30 ans s'élève à 33,3 %, soit en dessous de la moyenne départementale (39,9 %). À l'inverse, le taux de personnes d'âge supérieur à 60 ans est de 21,9 % la même année, alors qu'il est de 20,1 % au niveau départemental.
En 2018, la commune comptait 388 hommes pour 410 femmes, soit un taux de 51,38 % de femmes, légèrement supérieur au taux départemental (51,02 %).
Les pyramides des âges de la commune et du département s'établissent comme suit.
| Hommes | Classe d’âge | Femmes |
| ------ | ------------ | ------ |
| 0,0    | 90 ou +      | 0,0    |
| 5,4    | 75-89 ans    | 4,6    |
| 16,8   | 60-74 ans    | 17,0   |
| 27,5   | 45-59 ans    | 26,7   |
| 15,8   | 30-44 ans    | 19,6   |
| 19,5   | 15-29 ans    | 14,2   |
| 15,0   | 0-14 ans     | 17,9   |

| Hommes | Classe d’âge | Femmes |
| ------ | ------------ | ------ |
| 0,5    | 90 ou +      | 1,4    |
| 5,4    | 75-89 ans    | 7,2    |
| 12,9   | 60-74 ans    | 13,9   |
| 20     | 45-59 ans    | 19,4   |
| 19,9   | 30-44 ans    | 20,1   |
| 20     | 15-29 ans    | 18,2   |
| 21,3   | 0-14 ans     | 19,8   |

### Enseignement
Les élèves d'Écharcon sont rattachés à l'académie de Versailles. La commune dispose sur son territoire de l'école primaire Jean-Satonnet.

### Lieux de culte
La paroisse catholique d'Écharcon est rattachée au secteur pastoral de La Ferté-Alais-Val d'Essonne et au diocèse d'Évry-Corbeil-Essonnes. Elle dispose de l'église Saint-Martin.

### Médias
L'hebdomadaire Le Républicain relate les informations locales. La commune est en outre dans le bassin d'émission des chaînes de télévision France 3 Paris Île-de-France Centre, IDF1 et Téléssonne intégré à Télif.

## Économie

### Emplois, revenus et niveau de vie en 2006
En 2006, le revenu fiscal médian par ménage était de 24 363 €, ce qui plaçait la commune au 539e rang parmi les 30 687 communes de plus de cinquante ménages que compte le pays et au cinquante-et-unième rang départemental.
| Répartition des emplois par catégories socioprofessionnelles en 2006. |              |                                           |                                                   |                            |                          |                           |
|                                                                       | Agriculteurs | Artisans, commerçants, chefs d’entreprise | Cadres et professions intellectuelles supérieures | Professions intermédiaires | Employés                 | Ouvriers                  |
| Écharcon                                                              | -            | -                                         | -                                                 | -                          | -                        | -                         |
| Zone d’emploi d’Évry                                                  | 0,3 %        | 4,0 %                                     | 20,2 %                                            | 29,6 %                     | 28,2 %                   | 17,7 %                    |
| Moyenne nationale                                                     | 2,2 %        | 6,0 %                                     | 15,4 %                                            | 24,6 %                     | 28,7 %                   | 23,2 %                    |
| Répartition des emplois par secteurs d’activités en 2006.             |              |                                           |                                                   |                            |                          |                           |
|                                                                       | Agriculture  | Industrie                                 | Construction                                      | Commerce                   | Services aux entreprises | Services aux particuliers |
| Écharcon                                                              | -            | -                                         | -                                                 | -                          | -                        | -                         |
| Zone d’emploi d’Évry                                                  | 0,9 %        | 13,5 %                                    | 5,4 %                                             | 14,6 %                     | 16,2 %                   | 6,9 %                     |
| Moyenne nationale                                                     | 3,5 %        | 15,2 %                                    | 6,4 %                                             | 13,3 %                     | 13,3 %                   | 7,6 %                     |
| Sources : Insee,                                                      |              |                                           |                                                   |                            |                          |                           |

## Culture locale et patrimoine

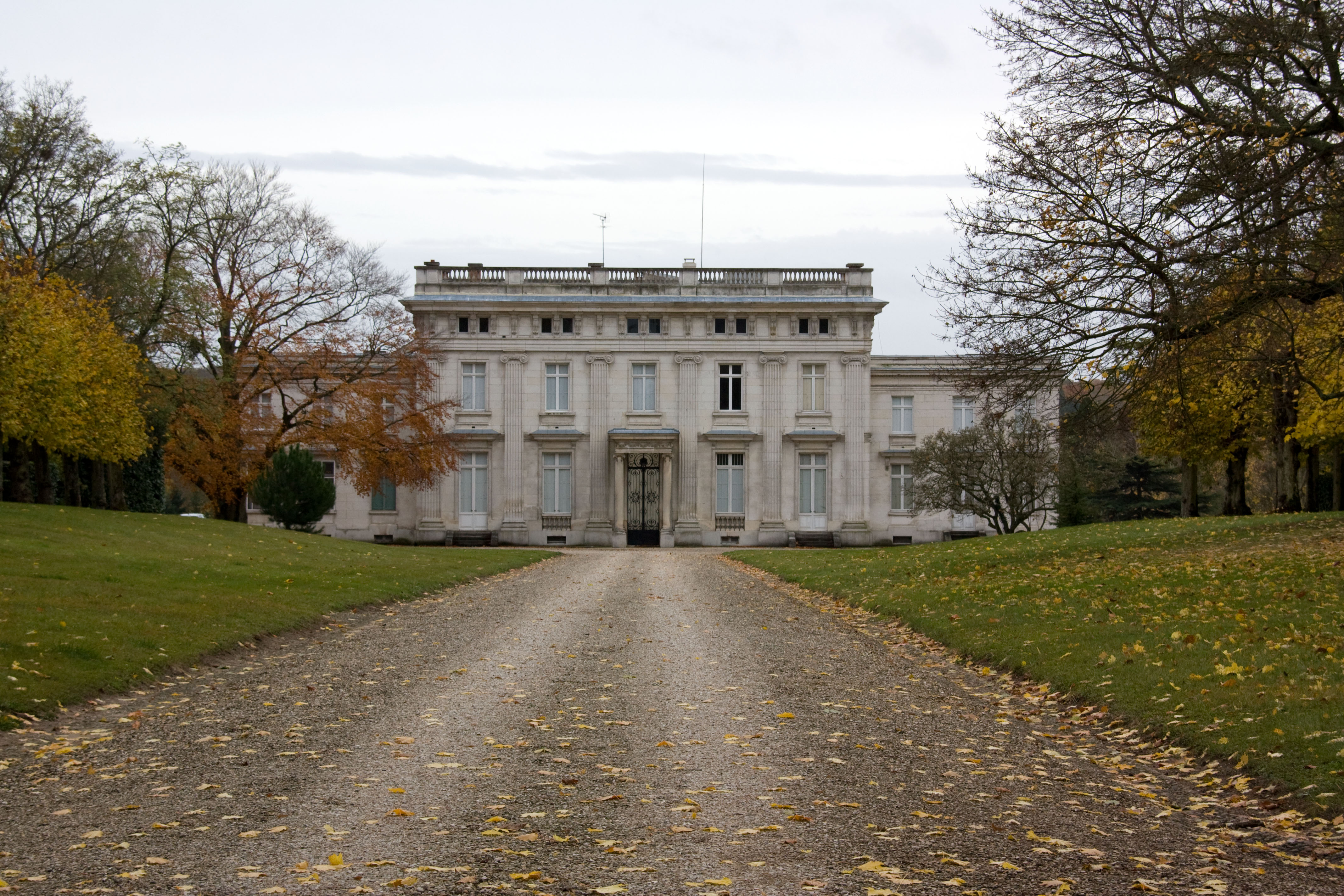
Le château d'Écharcon.

### Lieux et monuments
- Le château d'Écharcon possède dans son parc un nymphée du XVIIIe siècle classé aux monuments historiques[60].
- Église Saint-Martin d'Écharcon.

### Patrimoine environnemental
- Les berges de l'Essonne, les champs et les bois communaux ont été recensés au titre des espaces naturels sensibles par le conseil départemental de l'Essonne[61].
- Le domaine départemental du Marais de Misery partagé avec la commune de Vert-le-Petit[62].
- Les domaines départementaux de la Cave au Renard et de la Prairie sous l’église[63].

### Héraldique
| Blason d'Écharcon | Les armes d'Écharcon se blasonnent : Écartelé, au premier de sinople à une gerbe de blé d'or, au deuxième de gueules à un lion d'azur, au troisième, d'or à une tour d'Écharcon d'argent, au quatrième d'azur à un poisson accompagné en chef d'une burelle ondée et en pointe de deux jumelles ondées, le tout d'argent. |